# 京郷新聞
『京郷新聞』（キョンヒャンシンムン）は、大韓民国の日刊全国紙である。朝鮮が連合軍軍政期にあった1946年10月6日に創刊された。本社所在地はソウル特別市中区。

## 沿革

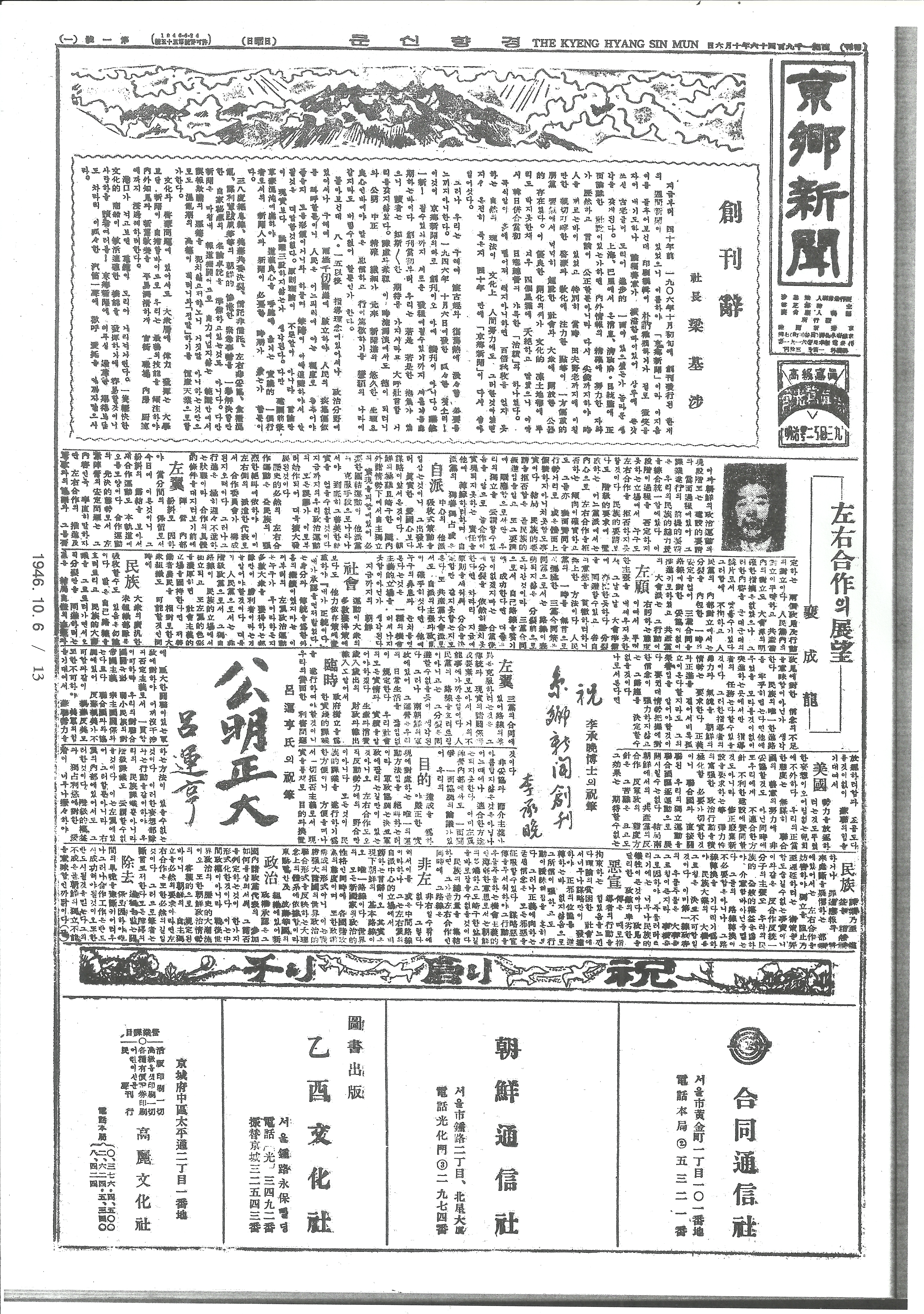
創刊号

京郷新聞の特報掲示板。1961年5月16日、軍事クーデターが発生したその日に手書きの記事が張り出された。

『京郷新聞』は日本統治時代に終刊となった旧『京郷新聞』の題号を継承し、旧『京郷新聞』と同じくカトリック財団の新聞として、1946年10月6日に創刊された。1950年の朝鮮戦争勃発によって臨時休刊となったが、休戦後の1953年8月に業務を復帰し、1954年11月には韓国の新聞史上初の新聞縮刷版を発行した。『京郷新聞』は「真実報道」を社是としてきたが、創刊当初から反共的・保守的な性格を持っていた。1959年に入ると、李承晩・自由党政権（第一共和国）に対する不満から政権に対する野党性と反独裁路線を明確に打ち出すようになった。
しかし、反政府的な態度をとったことにより『京郷新聞』は1959年2月から4月にかけて「余滴事件」と呼ばれる筆禍を受けることとなった。1959年2月4日、当日付の朝刊の掲載欄『余滴』に、自由党政権による不正選挙を糾弾する内容の記事が掲載された。これを受け、韓国警察は同月28日に筆者の朱耀翰国会議員と韓昌愚社長を起訴し、更に4月30日には軍政法令第88号の適用によって『京郷新聞』を強制的に廃刊させた（京郷新聞廃刊事件）。
この事件に対し、韓国社会の各界からは多くの反発が起こり、京郷新聞社は廃刊措置に対する不服から法廷闘争を行った。だが、法廷闘争の途中で四月革命により李承晩政権が崩壊したため、1960年4月27日付の第4327号から復刊することとなった。
1962年2月、『京郷新聞』の経営権は李俊九に移った。が、朴正煕政権（第三共和国）下の1964年5月13日に『難局打開はこれから』という題目の記事を掲載したことで筆禍事件が再び発生し、同年に発せられた6・3非常戒厳令下で当時の社長だった李俊九などが拘束された。
その後、1966年1月に『京郷新聞』は競売に付され、1966年4月には、朴正煕大統領と同郷である金喆浩が社長を務める起亜産業系が単独入札し落札したが、1969年4月には新進自動車系に経営権が移るなど、1960年代中・後半に『京郷新聞』は深刻な経営難を経験した。
1974年7月には文化放送（MBC）に統合され、同年11月に会社は「株式会社文化放送・京郷新聞」へと改編された。それ以降は、1980年12月の言論統廃合で廃刊となった『新亜日報』（全国紙）を引き受けたり、1981年1月以前は8面だった新聞紙面を12面へ増面したりと、安定した新聞運営を行えるようになった。
1981年4月1日、『京郷新聞』は「社団法人京郷新聞社」としてMBCから分離・独立した。そして1990年8月1日には韓国火薬グループ（ハンファグループ）の傘下に入ったが、1998年にはハンファグループから完全分離し、韓国初の社員株主会社となった。政治的立場は中道改革派で、共に民主党に比較的近い。1995年9月時点で、『京郷新聞』は平日に32面の新聞を、日曜日には24面の新聞を発行している。また姉妹定期刊行物として「ニュースメーカー」「TVタイムス」「レディー京郷」「フィガロ」などを有している。

## 日本の産経新聞との関係
1983年以来、日本の産業経済新聞社と提携関係を結んでいる。1980年代当時は『京郷』・『産経』ともに保守系紙として、1995年頃まで立場が似ていたためであった。ところが、ハンファグループから独立後の1990年代末に京郷新聞が左派論調の新聞になって2002年から革新志向を明確化、産経が保守志向と論調の違いが生まれたため、関係清算を求める議論が社内で出たことがある。ただ、京郷新聞社の経営側は日本での拠点がいるが経営状況が良くないため、「どうすることも出来ない」として解消しなかった
。

## 年表
- 1946年10月6日：創刊
- 1947年：創刊から1年で発行部数国内最多を記録（6万2千部）
- 1949年6月29日：金九が暗殺。号外を2回発行
- 1950年：
  - 6月25日：朝鮮戦争勃発。6月28日から9月30日まで休刊
  - 10月：平壌で‘前線版’発行。北朝鮮から発行した最初で最後の民間新聞
- 1952年
  - 7月：李承晩政府による抜粋改憲の国会通過を批判する社説を掲載。反独裁の先頭を行く新聞として浮上。
- 1957年10月：朝刊と夕刊を発行
- 1959年
  - 2月9日：「余滴」筆禍事件
  - 4月30日：自由党政府、京郷新聞を強制廃刊
- 1960年
  - 4月27日：復刊
  - 5月29日：李承晩元大統領のハワイ亡命を特集報道
- 1961年6月：2代目社長のハン・チャンウが退陣
- 1962年2月：カトリック財団が京郷新聞を売却。李俊九が4代社長に就任、株式会社として発足。
- 1964年
  - 2月：3粉暴利を報道
  - 8月：朴正熙政権による「言論倫理法」制定に対する反対闘争
  - 9月：政府は言論倫理法の施行を全面保留
- 1965年
  - 5月：李俊九社長、反共法違反容疑で拘束
  - 7月：京郷新聞債権団、京郷新聞に債務全額の一時償還を通告
- 1966年
  - 1月：ソウル民事地裁、京郷新聞の輪転機や台紙などの競売。起亜産業の金チョルホ社長のみの単独応札。2億1800万ウォンで落札
  - 3月：野党が提案した「京郷新聞売却の真相調査特別委員会構成決議案」が民主共和党の反対多数で否決。
- 1969年1月：新進自動車工業株式会社が京郷新聞社の経営権を入手
- 1974年11月：朴正熙大統領の支持で文化放送と統合
- 1980年
  - 7月：イ・ジンヒが社長に就任。幹部職員41名など総計97名の職員を免職処理
  - 11月：言論統廃合措置により新亜日報を吸収。京郷新聞「全斗煥将軍シリーズ」を掲載。
- 1981年3月：文化放送を分離。社団法人である京郷新聞が出帆。チョン・グホ社長が就任。
- 1987年6月：京郷新聞記者、言論自由宣言文を採択
- 1988年3月18日：京郷新聞労働組合結成
- 1990年8月：韓国火薬が京郷新聞を入手。韓国火薬グループ会社としての京郷新聞が出帆。
- 1991年
  - 4月：夕刊から朝刊に変更
  - 11月：京郷記者倫理綱領宣布
- 1992年5月：時事週刊誌「ニュースメーカー」創刊
- 1995年5月：マガジンX創刊、広告が無い1面製作など紙面の差別化断行
- 1996年5月1日：ミディオカンの前身である京郷ウォルドゥレが出帆
- 1998年：韓国火薬グループから独立。国内初の社員持ち株会社として出帆。
- 2000年：京郷新聞編集局長の直接選挙制を実施。
- 2002年5月：読者らが紙面製作に参加するeオンブズマン制導入
- 2003年7月：編集局長直接選挙制を留保、編集局長任命同意制導入。経営陣の編集権不介入の立場を表明。
- 2004年
  - 4月：京郷新聞編集経営諮問委員会が出帆
  - 6月：京郷新聞とニュースメーカーの首脳宣言および出版諮問委員会発足
- 2005年
  - 4月：京郷新聞直営の「ジョンドングックシ」オープン
  - 5月：スポーツ欄創刊
  - 7月：国情院過去史真実委員会「京郷新聞売却に係わる疑惑」の調査結果発表。「京郷新聞強奪事件は、朴正熙元大統領の指示に従って、金炯旭当時中央情報部長が主導的に推進、実行」されたことが明らかに。
- 2006年
  - 6月：貞洞サンリム院の起工式
  - 9月：京郷新聞の創刊60周年記念レセプション
- 2008年5月：ろうそくデモ後、京郷新聞の購読運動が拡散。
- 2009年10月：京郷新聞の紙齢2万号を発行
- 2010年12月：京郷ドット・コムを吸収合併
- 2011年
  - 1月：ウィークリー京郷を週刊京郷へ題号変更
  - 5月：スポーツ欄をスポーツ京郷へ題号変更
- 2012年11月：'第1回オンラインジャーナリズム・アワード'大賞を受賞

出典：경향신문 발자취（京郷新聞の足跡） 2014年9月14日閲覧